# M120 (Mörser)
Der M120 ist ein schwerer, in Israel entwickelter Mörser. Er wird von der United States Army und der Bundeswehr eingesetzt. Auch die Streitkräfte Ägyptens, Marokkos und Taiwans verwenden den M120. Die Herstellerfirma Soltam wurde 2010 von Elbit Systems übernommen.

## Geschichte
Der Mörser wurde als Soltam K6 von der israelischen Firma Soltam Systems entwickelt und 1991 als M120 bei der United States Army eingeführt. Die auf dem M113 Chassis (M1064) oder dem Stryker Armored Vehicle (M1129) beweglich gemachten Mörser werden als M121 bezeichnet.

## Technik
Den M120 Mörser gibt es in zwei verschiedenen Variationen:
- den M120 Tampella
- und den M120 „R“. (verstärktes Rohr von Rheinmetall)

Beide Abwandlungen bestehen im Grundsätzlichen aus den gleichen Komponenten:
- dem Rohr,
- dem Zweibein mit Rollenwagen bzw. Erdsporen,
- der Kugelpfanne (Traverse) bzw. Bodenplatte,
- dem Rundblickperiskop
- und dem Festlegekollimator.

## Nutzung bei der Bundeswehr
Der M120 (R bzw. R1) wird bei der Bundeswehr zur Feuerunterstützung genutzt. Dabei hat sich der Mörser besonders durch seine minimale Schussweite von 450 m ausgezeichnet, wodurch dieser selbst sehr nahe an Kampfgebieten einsetzbar ist. Außerdem kann der Mörser sowohl auf einem Wolf gl transportiert werden, als auch auf dem M113 Panzermörser 120 mm bzw. Wiesel, Leichter Panzermörser (lePzMrs) eingesetzt werden. Das Koblenzer Bundesamt für Ausrüstung, Informationstechnik und Nutzung der Bundeswehr (BAAINBw) hat am 18. November 2022 den Rüstungskonzern Rheinmetall mit der Lieferung von Mörsermunition 120 mm und mit der Modernisierung von Mörser-Waffenanlagen beauftragt.

## Mörsermunition

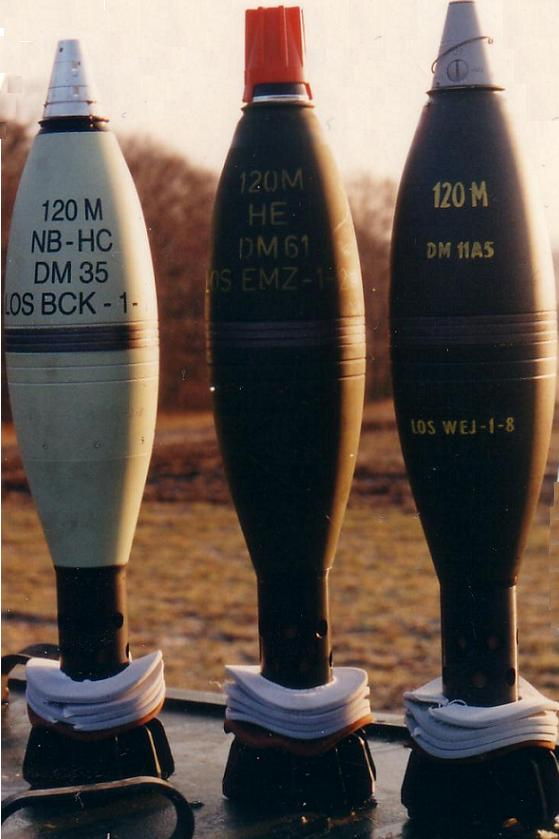
Mörsergranaten des M120 mit vier Teilladungsringen v.l.n.r Nebel, Annäherungszünder, Sprengpatrone

Der 120-mm-Mörser ist in der Lage, folgende Munition zu verschießen (dabei verfügt jede Granate, außer der Sprenggranate mit Annäherungszünder (AZ), über einen so genannten Vorstecker zur Sicherung. Die Sicherung der AZ besteht aus einer Kunststoffkappe, die den Bahngipfelsensor abdeckt. Beide müssen vor dem Verschuss entfernt werden):
- HE-Munition (Sprenggranate) mit Aufschlagzünder; wird zur Bekämpfung weicher Ziele und Befestigungsanlagen eingesetzt. Der tödliche Splitterradius beträgt etwa 50 m. Der Zünder der HE-Mörsergranate kann sowohl mit als auch ohne Verzögerung verwendet werden. Befestigungen werden mit Hilfe der einstellbaren Verzögerung der Zündung erschüttert und zum Einsturz gebracht.
- HE-Munition mit Annäherungszünder; wird zur Bekämpfung verschanzter Infanteriekräfte eingesetzt. Die Explosion erfolgt mehrere Meter über dem Boden, so dass ein Streukegel entsteht, der von oben in Schützengräben eindringt. Bei einem Feuerkommando werden in der Regel Spreng- und Annäherungszünder im direkten Wechsel verschossen.
- Leuchtmunition; besitzt einen Leuchtradius von einem Kilometer und kann gezielt zum Entfachen von Bränden genutzt werden. Der Einsatz von Leuchtmitteln hat wegen des Einsatzes von Nachtsichtgeräten und der Gefahr der eigenen Entdeckung abgenommen.
- Nebelmunition; wird in der Regel nicht verwendet, da IR-Nachtsichtgeräte nicht durch den Nebel gestört werden und der Nebel krebserregend ist. Inzwischen gibt es aber eine verbesserte Variante des Nebels, der weder gesundheitsschädlich noch IR-durchlässig ist.
- Übungsmunition (blau) mit Aufschlagzünder. Statt des Sprengsatzes befindet sich in der Patrone Gips.
- Übungsgranate 22 mm Unterkaliber. Diese wird mit dem Ausbildungsschießgerät (Nachbildung eines 120-mm-Geschosses mit eingebrachtem 22-mm-Rohr (Unterkaliberrohr)) verschossen und dient der Schießausbildung. Die Schussweite der Übungspatrone 22 mm beträgt etwa ein Zehntel der Schussweite von 120-mm-Geschossen und ermöglicht daher das Übungsschießen auf kleinen Übungsplätzen. Bei der Bundeswehr wurden verschiedene Geschosse von DM18-DM88 eingesetzt.

Eine Übersicht der Munition befindet sich in der Liste von Bundeswehrmunition.

## Bilddarstellung

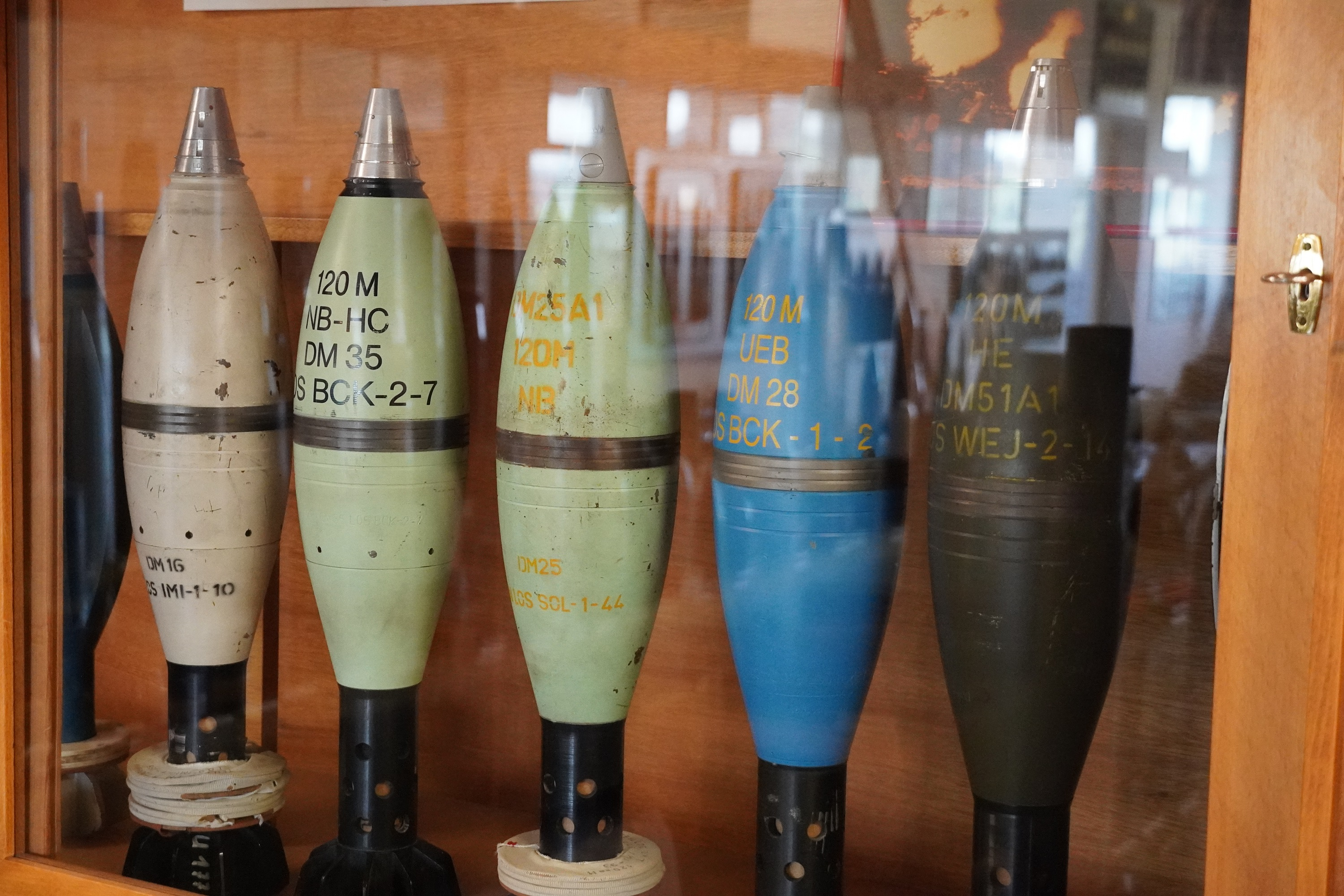
Bundeswehr, 120-mm-Mörsermunition
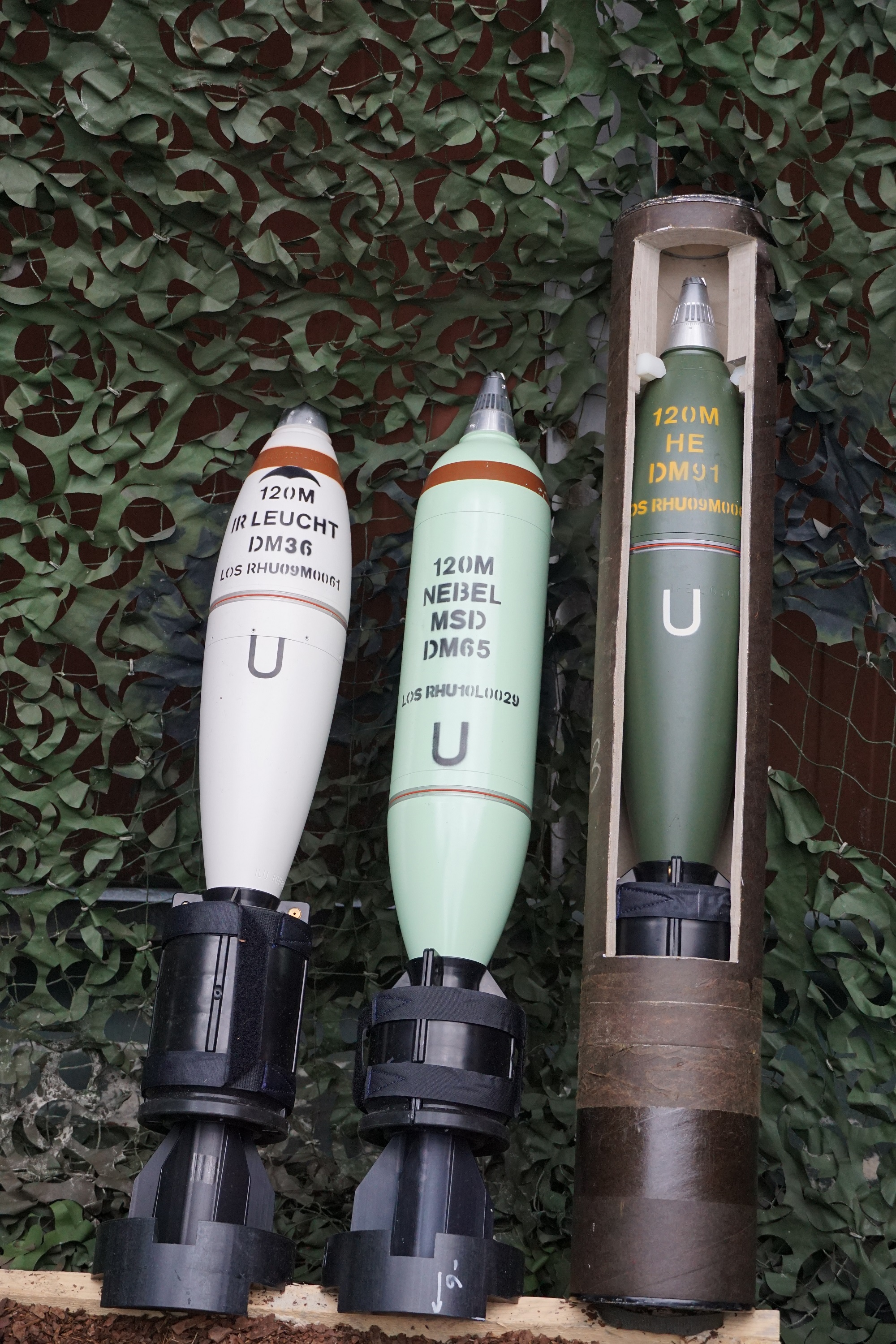
Bundeswehr, 120-mm-Mörsermunition
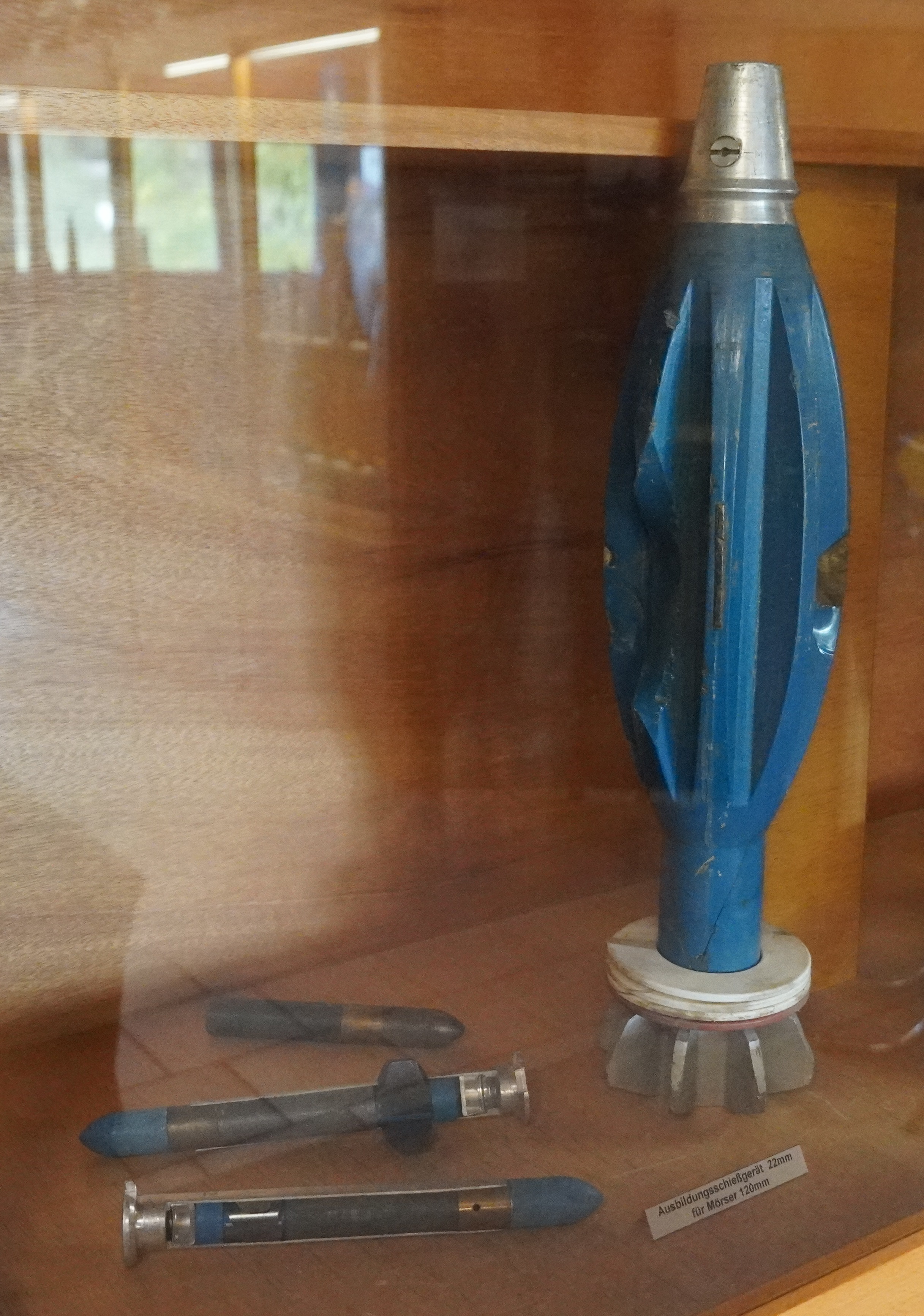
Ausbildungsschießgerät 22 mm für Mörser 120 mm
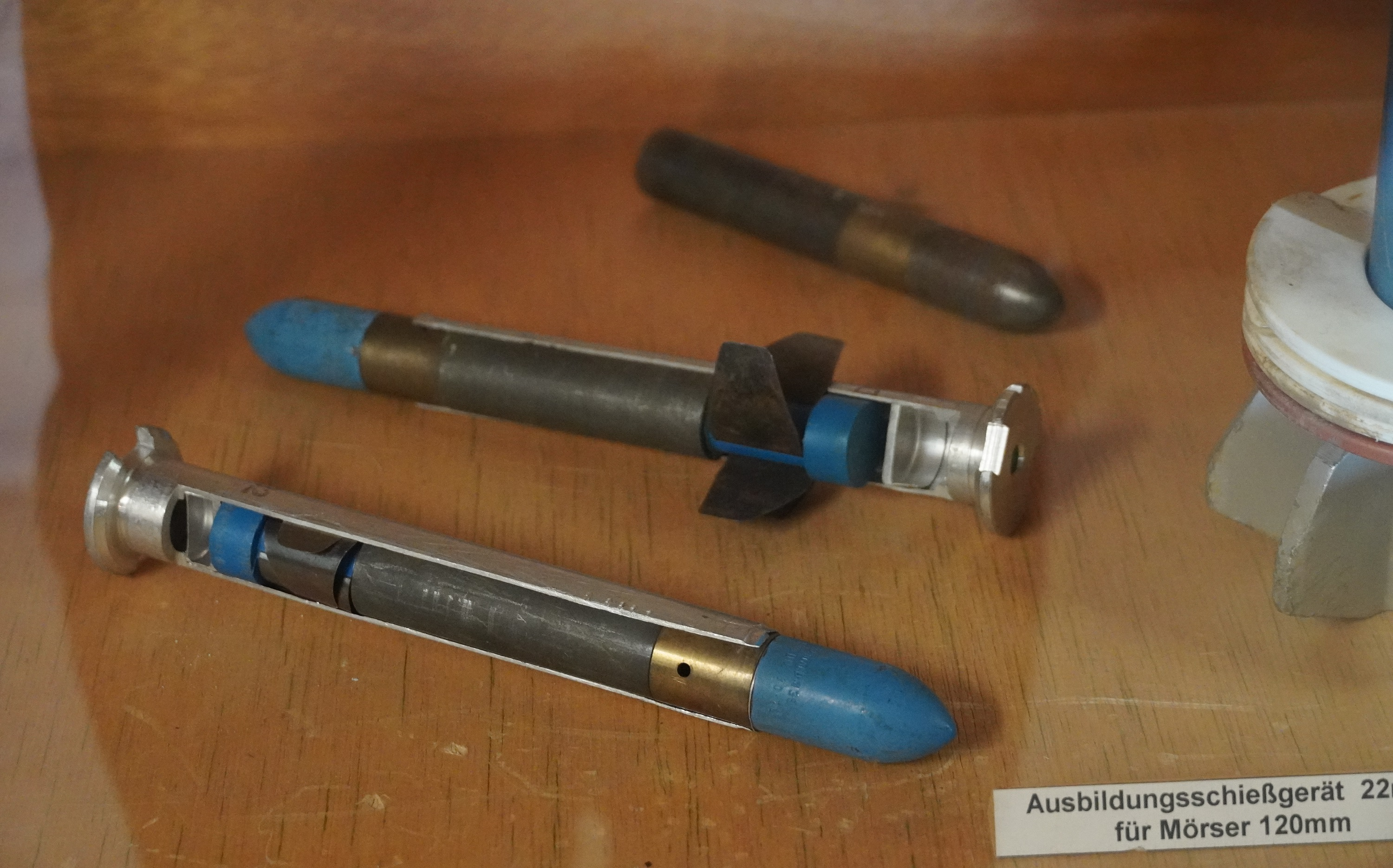
Übungsgranate 22 mm Unterkaliber